# Stazione meteorologica di Empoli
La stazione meteorologica di Empoli è la stazione meteorologica di riferimento relativa alla città di Empoli.

## Coordinate geografiche
La stazione meteorologica si trova nell'Italia centrale, nella città metropolitana di Firenze, nel comune di Empoli, a 33 metri s.l.m. e alle coordinate geografiche 43°43′N 10°57′E .

## Dati climatologici 1961-1990
La media trentennale 1961-1990 indica una temperatura media del mese più freddo, gennaio, di +6,1 °C ed una temperatura media del mese più caldo, luglio, di +23,9 °C
.
Le precipitazioni medie annue nel medesimo trentennio si attestano a 797,6 mm, con picco in autunno e con minimo relativo in estate.
| Empoli              | Mesi | Mesi | Mesi | Mesi | Mesi | Mesi | Mesi | Mesi | Mesi | Mesi | Mesi  | Mesi | Stagioni | Stagioni | Stagioni | Stagioni | Anno  |
| Empoli              | Gen  | Feb  | Mar  | Apr  | Mag  | Giu  | Lug  | Ago  | Set  | Ott  | Nov   | Dic  | Inv      | Pri      | Est      | Aut      | Anno  |
| ------------------- | ---- | ---- | ---- | ---- | ---- | ---- | ---- | ---- | ---- | ---- | ----- | ---- | -------- | -------- | -------- | -------- | ----- |
| T. max. media (°C)  | 11,2 | 12,8 | 16,2 | 20,5 | 24,8 | 29,0 | 32,3 | 32,1 | 28,2 | 22,7 | 16,2  | 12,1 | 12,0     | 20,5     | 31,1     | 22,4     | 21,5  |
| T. min. media (°C)  | 1,1  | 1,9  | 3,8  | 6,8  | 9,9  | 13,5 | 15,5 | 15,3 | 13,3 | 9,7  | 6,0   | 2,6  | 1,9      | 6,8      | 14,8     | 9,7      | 8,3   |
| Precipitazioni (mm) | 71,8 | 63,2 | 70,9 | 65,9 | 57,8 | 48,1 | 33,8 | 50,4 | 72,3 | 81,4 | 102,2 | 79,8 | 214,8    | 194,6    | 132,3    | 255,9    | 797,6 |

## Dati climatologici 1956-1985
La media trentennale 1956-1985 indica una temperatura media del mese più freddo, gennaio, di 5,9 °C ed una temperatura media del mese più caldo, luglio, di 23,8 °C.
Le precipitazioni medie annue nel medesimo trentennio si attestano a 819 mm.
| Empoli              | Mesi | Mesi | Mesi | Mesi | Mesi | Mesi | Mesi | Mesi | Mesi | Mesi | Mesi | Mesi | Stagioni | Stagioni | Stagioni | Stagioni | Anno |
| Empoli              | Gen  | Feb  | Mar  | Apr  | Mag  | Giu  | Lug  | Ago  | Set  | Ott  | Nov  | Dic  | Inv      | Pri      | Est      | Aut      | Anno |
| ------------------- | ---- | ---- | ---- | ---- | ---- | ---- | ---- | ---- | ---- | ---- | ---- | ---- | -------- | -------- | -------- | -------- | ---- |
| T. media (°C)       | 5,9  | 7,3  | 9,9  | 13,4 | 17,3 | 21,2 | 23,8 | 23,7 | 20,5 | 15,7 | 10,8 | 6,9  | 6,7      | 13,5     | 22,9     | 15,7     | 14,7 |
| Precipitazioni (mm) | 72   | 63   | 74   | 68   | 59   | 51   | 33   | 49   | 68   | 88   | 105  | 89   | 224      | 201      | 133      | 261      | 819  |